# Reimer's Cabin
La Reimer's Cabin est une cabane du comté de Teton, dans le Wyoming, aux États-Unis. Située sur les bords de la Cottonwood Creek au sein du parc national de Grand Teton, cette cabane en rondins a été construite en 1937 dans le style rustique du National Park Service. C'est une propriété contributrice au district historique appelé Jenny Lake Boat Concession Facilities depuis l'inscription de celui-ci au Registre national des lieux historiques le 24 août 1998.